# Война богов (поэма)
«Война богов» — поэма французского писателя Эвариста Парни, опубликованная в 1799 году.

## Содержание
Поэма представляет собой чёткое и недвусмысленное обличение христианства. В нём появляются сначала античные языческие боги, потом — Бог-Отец, Христос и Святой дух. Парни противопоставляет вере знание, пишет о многочисленных преступлениях, которые человечество совершало ради религии, насыщает текст пародиями на Священное писание.

## Восприятие
Поэма имела огромный успех. В первый же год она переиздавалась пять раз, поздние энциклопедисты и другие единомышленники Парни писали о ней с восторгом. При этом в Германии поэма была запрещена. Август Вильгельм Шлегель одобрил «разумный план» поэмы, но раскритиковал её за чрезмерную аллегоричность, плохой юмор, неестественные диалоги, за то, что автор не разглядел поэтичность христианства. Рене де Шатобриан написал своего «Гения христианства» (1802) в том числе для того, чтобы опровергнуть идеи Парни.
Литературоведы констатируют, что образцом для Парни явно была «Орлеанская девственница» Вольтера: две поэмы написаны одним размером, имеют однотипную структуру, в обеих лёгкий эротизм сочетается с философскими рассуждениями.